# Baba Diawara
Papa Babacar Diawara, mer känd som Baba, född 5 januari 1988 i Dakar, Senegal, är en senegalesisk fotbollsspelare. Baba spelar som anfallare i Mohun Bagan.